# Kevin MacLeod
Kevin MacLeod, född 28 september 1972 i Green Bay, Wisconsin, är en amerikansk musiker som har komponerat en stor mängd royaltyfri musik som fått omfattande spridning på internet.